# George Shearing
George Shearing (Londres, 13 de agosto de 1919-14 de febrero de 2011), fue un pianista y compositor inglés de jazz. Su ámbito estilístico fue el de los géneros anteriores al hard bop: swing, bop y cool; ha hecho también importantes aproximaciones al jazz latino. Dentro de su atención constante al jazz desde una perspectiva más bien tradicional, Shearing lideró en los años cincuenta, y hasta bien entrados los sesenta, uno de los grupos de jazz más populares: un original quinteto formado por piano, vibráfono, guitarra eléctrica, bajo y batería.
Shearing fue influido en su estilo (autodenominado "locked hands", basado en los acordes paralelos) por el trabajo del pianista Milt Buckner con la banda del vibrafonista Lionel Hampton, por la sección de saxo de la orquesta de Glenn Miller y por el King Cole Trio. Son perceptibles también las influencias de los grandes pianistas de boogie-woogie y de clásicos como Fats Waller, Earl Hines, Teddy Wilson, Erroll Garner, Art Tatum y Bud Powell. Por supuesto, ha sido a su vez también muy admirado y seguido.
En los años 50 creó el famoso estilo de los Bloques de Shearing, consistente en tocar la melodía en bloques armónicos. La nota de la melodía va acompañada por las 3 restantes notas del acorde en la mano derecha, y la mano izquierda dobla la melodía.
Shearing contribuyó también como pionero de los pequeños combos de jazz afro-cubano en los años cincuenta. En este sentido, Cal Tjader se inició en el jazz latino mientras tocaba con Shearing, quien también contó entre sus músicos con congueros como Mongo Santamaría, Willie Bobo y Armando Peraza. 
Como compositor, Shearing es conocido sobre todo por los estándares "Lullaby of Birdland,", "Conception" y "Consternation".
George Shearing ha sido también uno de los más aclamados acompañantes del cantante Mel Tormé.

## Biografía esencial

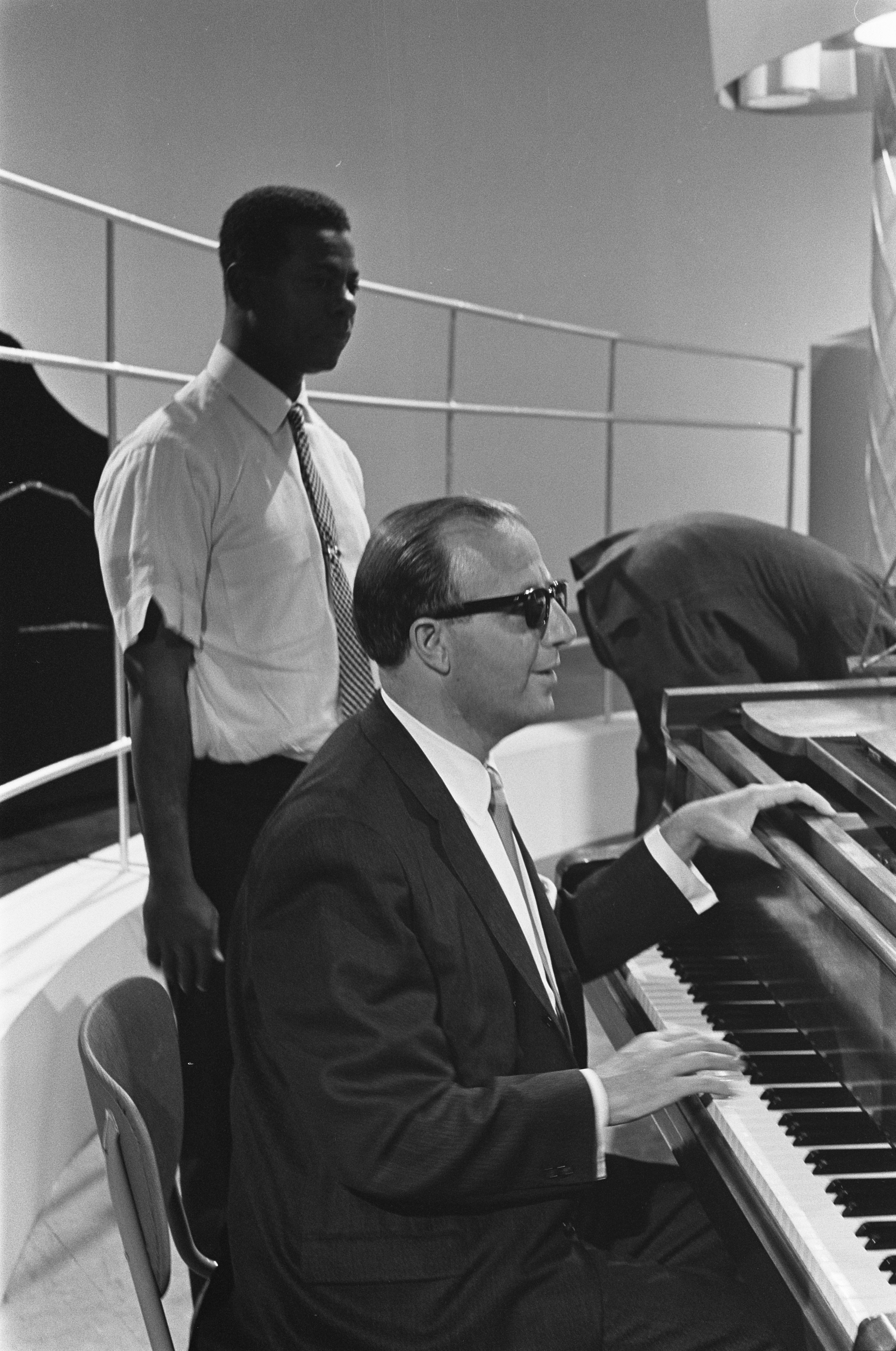
Armando Peraza, un percusionista cubano que colaboró frecuentemente con Shearing, contribuyendo a la fusión del jazz con ritmos latinos, un sello distintivo de su sonido.

Shearing, que nació ciego, empezó a tocar el piano a los tres años de edad, recibiendo algunas lecciones en la Linden Lodge School para ciegos de Londres durante su adolescencia, siendo influido ya por jazzistas como Teddy Wilson y Fats Waller. A finales de los años treinta, comenzó a tocar profesionalmente con la Ambrose dance band e hizo su primera grabación en 1937 bajo la supervisión de un joven Leonard Feather. Se convirtió en una estrella en Gran Bretaña, tocando para la BBC y para los grupos del autoexiliado Stéphane Grappelli a comienzos de los años cuarenta. Ganó siete encuestas consecutivas de la revista Melody Maker.
En 1947, incitado por Feather, emigró a Nueva York. Una vez allí, el pianista absorbió el bebop y reemplazó a Erroll Garner en el trío de Oscar Pettiford y lideró un cuarteto junto con Buddy DeFranco. En 1949, formó el primero y el más famoso de sus quintetos, en el que tocaban Marjorie Hyams en el vibráfono, Chuck Wayne en la guitarra, John Levy en el bajo y Denzil Best en la batería. Grabaron primero para Discovery, luego para Savoy, y finalmente obtuvieron importantes contratos con MGM (1950-55) y Capitol (1955-69), haciendo para esta los famosos discos con Nancy Wilson, Peggy Lee y Nat Cole. Grabó también en 1961 con Jazzland con los Montgomery Brothers (entre los que estaba Wes Montgomery) y empezó a dar conciertos con orquestas sinfónicas.
Tras abandonar Capitol, Shearing siguió tocando con varios quintetos más, pero su música se hizo algo previsible y en 1978 abandonó el último de ellos. A principios de los setenta, había creado su propia compañía, Sheba, que duró poco tiempo, y a continuación hizo algunas grabaciones en trío para MPS. 
A lo largo de los setenta, su popularidad había disminuido considerablemente; sin embargo, cuando en 1979 firma con Concord recupera parte de su crédito. Grabó unos discos muy elogiados con el cantante Mel Tormé, que a su vez incrementaron la popularidad de este, y con otros artistas como la vocalista Ernestine Anderson, el guitarrista Jim Hall, Marian McPartland, Hank Jones y con el intérprete de trompa Barry Tuckwell. Grabó también varios discos en solitario, expresando todas sus influencias. 
Tras firmar con Telarc en 1992, siguió grabando, continuando una de las carreras más largas y prolíficas de la historia del jazz.
Falleció el 14 de febrero de 2011 debido a una insuficiencia cardiaca en la ciudad de Nueva York.

## Discografía
- 1947: Piano Solo – Savoy
- 1947: Great Britain's Marian McPartland & George Shearing – Savoy Jazz (Released 1994)
- 1949: Midnight on Cloud 69 – Savoy
- 1949: George Shearing Quintet – Discovery
- 1950: You're Hearing George Shearing and his Quintet – MGM (E-3216)
- 1951: An Evening with the George Shearing Quintet
- 1951: Souvenirs – London
- 1951: Touch of Genius – MGM
- 1952: I Hear Music – Metro
- 1955: Shearing Caravan – MGM
- 1955: Shearing in Hi Fi – MGM
- 1955: The Shearing Spell – Capitol
- 1956: Latin Escapade – Capitol
- 1956: Black Satin – Capitol (T858) (pop #13)
- 1956: By Request – London
- 1956: Velvet Carpet – Capitol (pop #20)
- 1957: Shearing on Stage – Capitol #T-1187
- 1958: Blue Chiffon – Capitol
- 1958: Burnished Brass – Capitol (pop #17)
- 1958: Latin Lace – Capitol
- 1958: George Shearing on Stage! – Capitol
- 1958: Latin Affair – Capitol
- 1958: In the Night – Capitol (con Dakota Staton)
- 1959: Satin Brass – Capitol
- 1959: Satin Latin – MGM
- 1959: Beauty and the Beat! (con Peggy Lee) – Capitol
- 1960: San Francisco Scene – Capitol
- 1960: On the Sunny Side of the Strip – GNP
- 1960: The Shearing Touch – Capitol (T1472)
- 1960: White Satin – Capitol (pop #11)
- 1961: George Shearing and the Montgomery Brothers – Jazz
- 1961: Mood Latino – Capitol
- 1961: Nat King Cole Sings/George Shearing Plays (con Nat King Cole) – Capitol (pop #27)
- 1961: Satin Affair – Capitol (pop #82)
- 1961: The Swingin's Mutual! (con Nancy Wilson) – Capitol
- 1962: Concerto for My Love – ST-1755 Capitol
- 1962: Jazz Moments – Blue Note
- 1962: Shearing Bossa Nova – Capitol
- 1962: Soft and Silky – MGM
- 1962: Smooth & Swinging – MGM
- 1963: Touch Me Softly – Capitol
- 1963: Jazz Concert – Capitol
- 1963: Old Gold and Ivory – Capitol
- 1963: Latin Rendezvous – Capitol
- 1964: Out of the Woods – Capitol
- 1964: Deep Velvet – Capitol
- 1965: "Here & Now" - Capitol
- 1965: "New Look" - Capitol
- 1966: That Fresh Feeling – Capitol
- 1966: Rare Form (live, grabado 1963)
- 1968: Shearing Today – Capitol
- 1969: In the Mind – Capitol
- 1969: The Fool on the Hill – Capitol
- 1970: Out of This World (Sheba Records)
- 1970: It's Real George (CRS 2023 Crown Records)
- 1971: The Heart and Soul of Joe Williams and George Shearing (Sheba)
- 1972: As Requested (Sheba)
- 1972: Music to Hear (Sheba)
- 1972: The George Shearing Quartet (Sheba)
- 1973: GAS (Sheba)
- 1974: Light Airy and Swinging – MPS/BASF
- 1974: Swinging in a Latin Mood – MPS/BASF
- 1974: My Ship – MPS/BASF
- 1974: The Way We Are – MPS/BASF
- 1975: Continental Experience – MPS/BASF
- 1976: The Many Facets of George Shearing – MPS/BASF
- 1976: The Reunion – MPS/BASF (con Stéphane Grappelli)
- 1977: Windows – MPS/BASF
- 1977: 500 Miles High – MPS/BASF
- 1979: Getting in the Swing of Things – MPS/BASF
- 1979: Blues Alley Jazz (Live) – Concord Jazz
- 1979: Concerto for Classic Guitar and Jazz Piano – Angel
- 1980: Two for the Road (con Carmen McRae) – Concord
- 1980: On a Clear Day – Concord Jazz
- 1981: Alone Together – Concord Jazz (con Marian McPartland)
- 1981: First Edition – Concord Jazz (con Jim Hall)
- 1982: An Evening with George Shearing & Mel Tormé (Live, con Mel Tormé)
- 1983: Top Drawer – Concord Jazz (Live, con Mel Tormé)
- 1984: Live at the Cafe Carlyle – Concord
- 1985: An Elegant Evening – Concord Jazz (con Mel Tormé)
- 1985: Grand Piano – Concord Jazz
- 1986: George Shearing & Barry Tuckwell Play the Music of Cole Porter – Concord (con Barry Tuckwell)
- 1986: More Grand Piano – Concord Jazz
- 1987: A Vintage Year – Concord Jazz (Live, con Mel Tormé)
- 1987: Breakin' Out – Concord Jazz
- 1987: Dexterity – Concord Jazz (Live, con Ernestine Anderson)
- 1988: The Spirit of 176 – Concord Jazz (con Hank Jones)
- 1988: A Perfect Match – Concord Jazz (con Ernestine Anderson)
- 1989: George Shearing in Dixieland – Concord
- 1989: Piano – Concord Jazz
- 1990: Mel and George "Do" World War II – Concord (Live, con Mel Tormé)
- 1991: Get Happy! – EMI Classics
- 1992: I Hear a Rhapsody: Live at the Blue Note – Telarc (Live)
- 1992: Walkin': Live at the Blue Note – Telarc (Live)
- 1992: How Beautiful Is Night – Telarc
- 1994: That Shearing Sound – Telarc
- 1994: Cocktail for Two – Jazz World
- 1995: Paper Moon: Songs of Nat King Cole
- 1997: Favorite Things – Telarc
- 1998: Christmas with The George Shearing Quintet – Telarc
- 2000: Just for You: Live in the 1950s – Jazz Band
- 2001: Back to Birdland – Telarc (Live)
- 2002: The Rare Delight of You (con John Pizzarelli) – Telarc
- 2002: Pick Yourself Up – Past Perfect
- 2002: Here and Now. New Look – with G.S. Quintet and String Choir
- 2004: Like Fine Wine – Mack Avenue
- 2005: Music to Hear – Koch
- 2005: Hopeless Romantics (con Michael Feinstein) – Concord
- 2012: George Shearing at home (con Don Thompson) – Jazzknight Records 001, New York